# Place Antonin-Froidure
Place Jeanne-Émilie-de-Villeneuve
La place Antonin-Froidure et la place Jeanne-Émilie-de-Villeneuve sont deux voies de Toulouse, chef-lieu de la région Occitanie, dans le Midi de la France.

## Situation et accès

### Description
La place Antonin-Froidure et la place Jeanne-Émilie-de-Villeneuve sont deux voies publiques. Elles se situent au cœur du quartier de Borderouge, dans le secteur 3 - Nord.

### Voies rencontrées
La place Antonin-Froidure et la place Jeanne-Émilie-de-Villeneuve rencontrent les voies suivantes, dans l'ordre des numéros croissants :
1. Avenue Maurice-Bourgès-Maunoury
2. Rue Pierrette-Louin
3. Rue de l'Allier
4. Avenue Maurice-Bourgès-Maunoury
5. Rue Christine-de-Pisan

### Transports
La place Antonin-Froidure et la place Jeanne-Émilie-de-Villeneuve sont traversées et desservies à proximité par les deux lignes de bus 3641.
Il existe également une station de vélos en libre-service VélôToulouse, la station no 153 (12 avenue Maurice-Bourgès-Maunoury).

## Odonymie

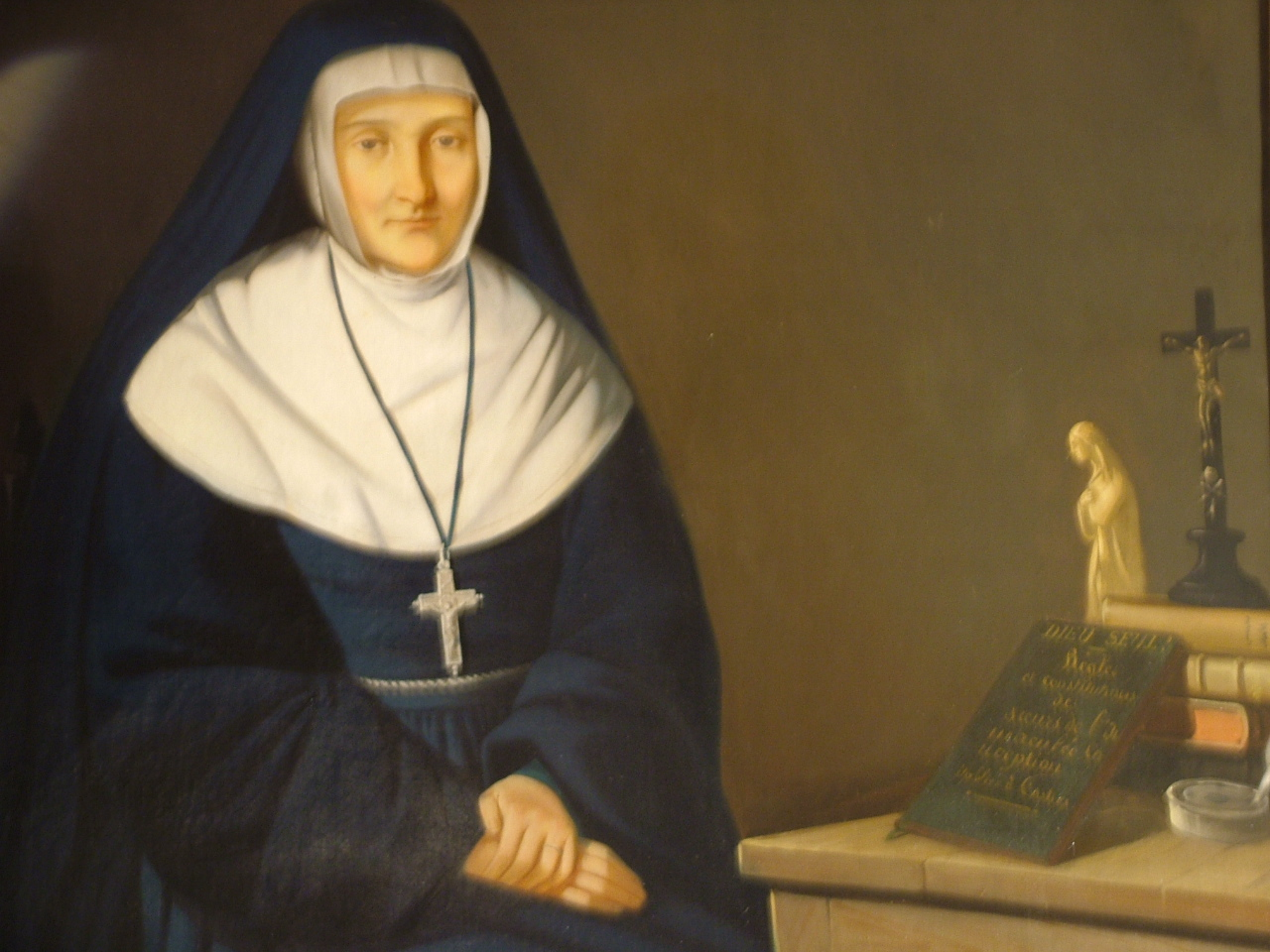
Portrait d'Émilie de Villeneuve par Joseph-Charles Valette (milieu du XIXe siècle).

C'est le 26 mars 2004 que le conseil a attribué à la place centrale du nouveau quartier Borderouge-Sud le nom d'Antonin Froidure (1892-1979). Né à Toulouse, il s'installe à Rosny-sous-Bois et devient ouvrier à la Compagnie des chemins de fer de l'Est. En 1913, il met au point le parachute carré, mais son invention n'est pas retenue. En 1923 et en 1927, elle est de nouveau rejetée par le ministère de la Guerre. C'est finalement après la Seconde Guerre mondiale que les armées soviétiques et américaines utilisent leurs propres modèles en se basant sur les travaux d'Antonin Froidure.
Le 7 décembre 2018, le côté nord de la place a été renommé en hommage à Émilie de Villeneuve (1811-1854). Née à Toulouse, elle est la fille de Louis de Villeneuve (1768-1851), maire de Castres, et grandit au château d'Hauterive. Elle est, par ailleurs, la petite sœur de Léontine de Villeneuve (1803-1897), surnommée « l'Occitanienne » par François-René de Chateaubriand. En 1836, Émilie fonde une nouvelle congrégation religieuse, les Sœurs de Notre-Dame de l'Immaculée Conception de Castres, qui se consacrent aux soins des malades et à l'éducation. Elle est béatifiée en 2009 et canonisée en 2015.

## Patrimoine et lieux d'intérêt

### Groupe scolaire de la Maourine
Le groupe scolaire de la Maourine est construit entre 2001 et 2002, afin d'accompagner l'urbanisation de la première tranche de zone d'aménagement concerté (ZAC) de Borderouge. Il regroupe une école maternelle et une école élémentaire sur une vaste parcelle de 8 000 m2 à l'angle de la place Antonin-Froidure, de la rue Christine-de-Pisan et de l'avenue Maurice-Bourgès-Maunoury.

### Œuvres publiques
- fontaine. 
La fontaine de la place Antonin-Froidure est créée en 2005 lors de l'aménagement de la place. Le bassin, bâti en pierre, forme un triangle, dont un côté est parallèle à la chaussée de l'avenue Maurice-Bourgès-Maunoury, et un autre parallèle à l'axe de l'allée principale du parc de la Maourine, qui s'ouvre au nord de la place Jeanne-Émilie-de-Villeneuve. Il est animé par cinq jets d'eau.

- plaque commémorative.